# Liste der Kulturdenkmäler in Rödelhausen
In der Liste der Kulturdenkmäler in Rödelhausen sind alle Kulturdenkmäler der rheinland-pfälzischen Ortsgemeinde Rödelhausen aufgeführt. Grundlage ist die Denkmalliste des Landes Rheinland-Pfalz (Stand: 27. Oktober 2023).

## Einzeldenkmäler
| Bezeichnung              | Lage              | Baujahr | Beschreibung | Bild                           |
| ------------------------ | ----------------- | ------- | --- | ------------------------------ |
| Katholische Filialkirche | Lenzgraben 1 Lage | 1747    | barocker Saalbau, bezeichnet 1747; bauliche Gesamtanlage mit Friedhof; dort: Grabkreuz, Gusseisen, Rheinböllener Hütte, bezeichnet 1899 | weitere Bilder Fotos hochladen |